# Neundorf (Rosenthal am Rennsteig)
Neundorf is een plaats en voormalige gemeente in de Duitse deelstaat Thüringen, en maakt deel uit van de Saale-Orla-Kreis.
Neundorf telde 554 inwoners per 31 december  2018.
De gemeente maakte deel uit van Verwaltungsgemeinschaft Saale-Rennsteig tot deze op 1 januari 2019 werd opgeheven en de gemeenten werden samengevoegd tot de gemeente Rosenthal am Rennsteig; Neundorf ligt in het uiterste noordwesten van die fusiegemeente.  Neundorf ligt in een fraaie, bosrijke omgeving. 
Arlas · Birkenhügel · Blankenberg · Blankenstein · Harra · Kießling · Neundorf · Pottiga · Schlegel · Seibis